# Marauder (veicolo)
Il Marauder è un veicolo blindato antimine prodotto dalla Paramount Group nel Sudafrica.

## La versione civile
Esiste anche una versione civile. Questo modello ha partecipato alla prima puntata della 17ª stagione di Top Gear, a confronto con la rivale Hummer H3: per verificare la robustezza e la sicurezza della versione civile e dell'H3, sono stati piazzati 3 kg circa (7 libbre britanniche) di esplosivo al plastico sotto entrambi i veicoli. Mentre dell'Hummer rimasero pochi rottami, il Marauder rimase praticamente intatto, fatta eccezione per una gomma esplosa e la rottura di un fanale posteriore; venne avviata e ripartì, risalendo il cratere formato dall'esplosione.

## Operatori

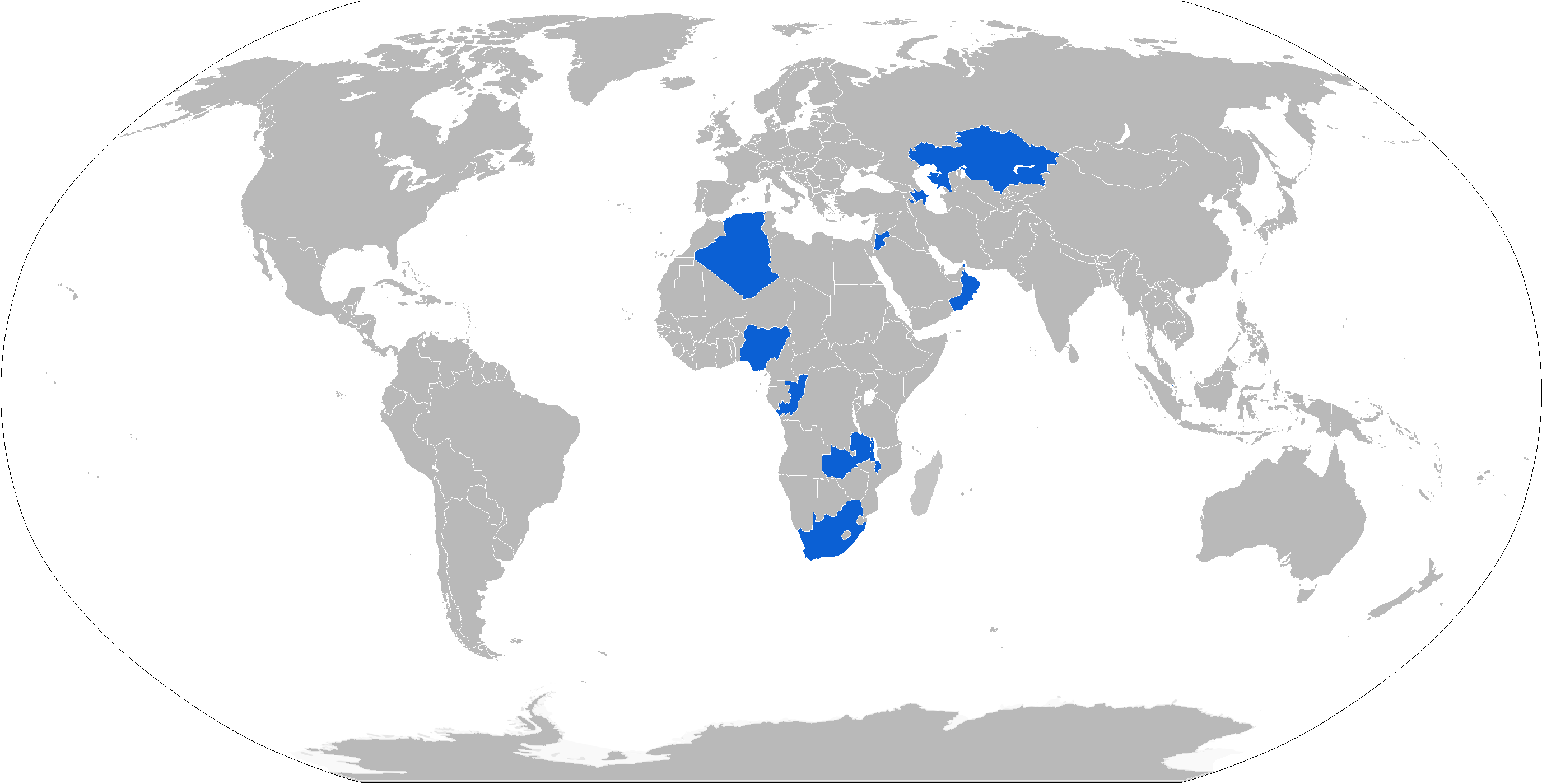
Mappa dei paesi che hanno adottato il Marauder

### Utilizzatori
- Azerbaigian — 165
- Sudafrica — ~50
- Giordania — ~50